# Viktor Sidelnikov
Viktor Vladimirovitch Sidelnikov (en russe : Виктор Владимирович Сидельников) est un ancien joueur désormais entraîneur soviétique puis russe de volley-ball né le 15 janvier 1963 à Naltchik (Kabardino-Balkarie, alors en URSS). Il totalise 5 sélections en équipe de Russie.

## Clubs

### Joueur
| Club                         | De        | À         |
| ---------------------------- | --------- | --------- |
| A. Saint-Pétersbourg         | 1979-1980 | 1994-1995 |
| Moerser SC                   | 1995-1996 | 1995-1996 |
| ASPTT Strasbourg volley-ball | 1996-1997 | 1997-1998 |
| Stilon Gorzów                | 1998-1999 | 1998-1999 |
| Tampereen Isku-Volley        | 1999-2000 | 1999-2000 |
| Lokomotiv Belgorod           | 2000-2001 | 2000-2001 |

### Entraîneur
| Club                   | De        | À         |
| ---------------------- | --------- | --------- |
| Zenit Kazan            | 2001-2002 | 2007-2008 |
| Metal. Moguilev        | 2008-2009 | 2008-2009 |
| Aon hotVolleys Vienne  | 2009-2010 | 2009-2010 |
| CVM Tomis Constanța    | 2010-2011 | 2010-2011 |
| VK Chakhtior Salihorsk | 2012-2013 | 2012-2013 |

## Palmarès

### Joueur
- Championnat de Russie (2)
  - Vainqueur : 1992, 1993
- Championnat d'URSS
  - Finaliste : 1980, 1981, 1982, 1990
- Coupe d'Allemagne
  - Finaliste : 1996
- Coupe de Russie
  - Finaliste : 1995

### Entraîneur
- Championnat de Russie (1)
  - Vainqueur : 2007
- Coupe de Russie (2)
  - Vainqueur : 2004, 2007